# Siu (métro de Séoul)
Siu (en coréen : 시우역) est une station de passage de la ligne Seohae du métro de Séoul. Elle est située sous la Sandan-ro, au 804 Wonsi-dong, Danwon-gu, dans la ville de Ansan, incluse dans la province de Gyeonggi, au sud-ouest de Séoul, en Corée du Sud.
Ouverte en 2018, la station est desservie par les rames omnibus de la ligne.

## Situation sur le réseau

Plan du réseau du métro de Séoul (2023)

La station en souterrain Siu est une station de passage de la ligne Seohae du métro de Séoul : elle est située entre la station Choji, en direction du terminus nord Ilsan, et la station Wonsi, terminus sud de la ligne.

## Histoire
La station, alors dénommée Wongok, est mise en service le 16 juin 2018, lors de l'ouverture à l'exploitation des 22 km de la première section de la ligne Seohae, entre Sosa et wonsi le terminus sud,.
Elle est renommée Siu en 2021.

## Services aux voyageurs

### Accès et accueil
La station souterraine est établie sous la Dongsan-ro, au 804 Wonsi-dong. Elle dispose, en surface de quatre bouches situées de part et d'autre de la Dongsan-ro et en sous-sol de trois niveaux en sous-sol : au niveau B3, le plus profond, se situe les deux voies et deux quais ; au niveau B1, le plus proche de la surface, une mezzanine avec les machines pour la billetterie : distributeur de billets, distributeur automatique, chargeur, automate de règlement et automate de remboursement, et notamment une salle d'assistance aux voyageurs et les toilettes (hommes, femmes, famille, handicapés). Les relations entre les différents niveaux et la surface s'effectuent avec des escaliers mécaniques et des ascenseurs.

### Desserte
Siu, est desservie par les rames omnibus qui circulent sur la ligne Seohae. Elle dispose de deux voies encadrées par deux quais équipés de portes palières. Passage du premier train en semaine et week-end : pour Ilsan à 5 h 3, pour Daegok à 5 h 19 et pour Wonsi  à 6 h 6. Passage du dernier train : pour Ilsan, en semaine à 23 h 18 et week-end à 23 h 6 ; pour Daegok, en semaine à 23 h 33 et week-end à 23 h 32 ; et pour Wonsi, en semaine 0 h 26 et week-end 0 h 25.

Installations
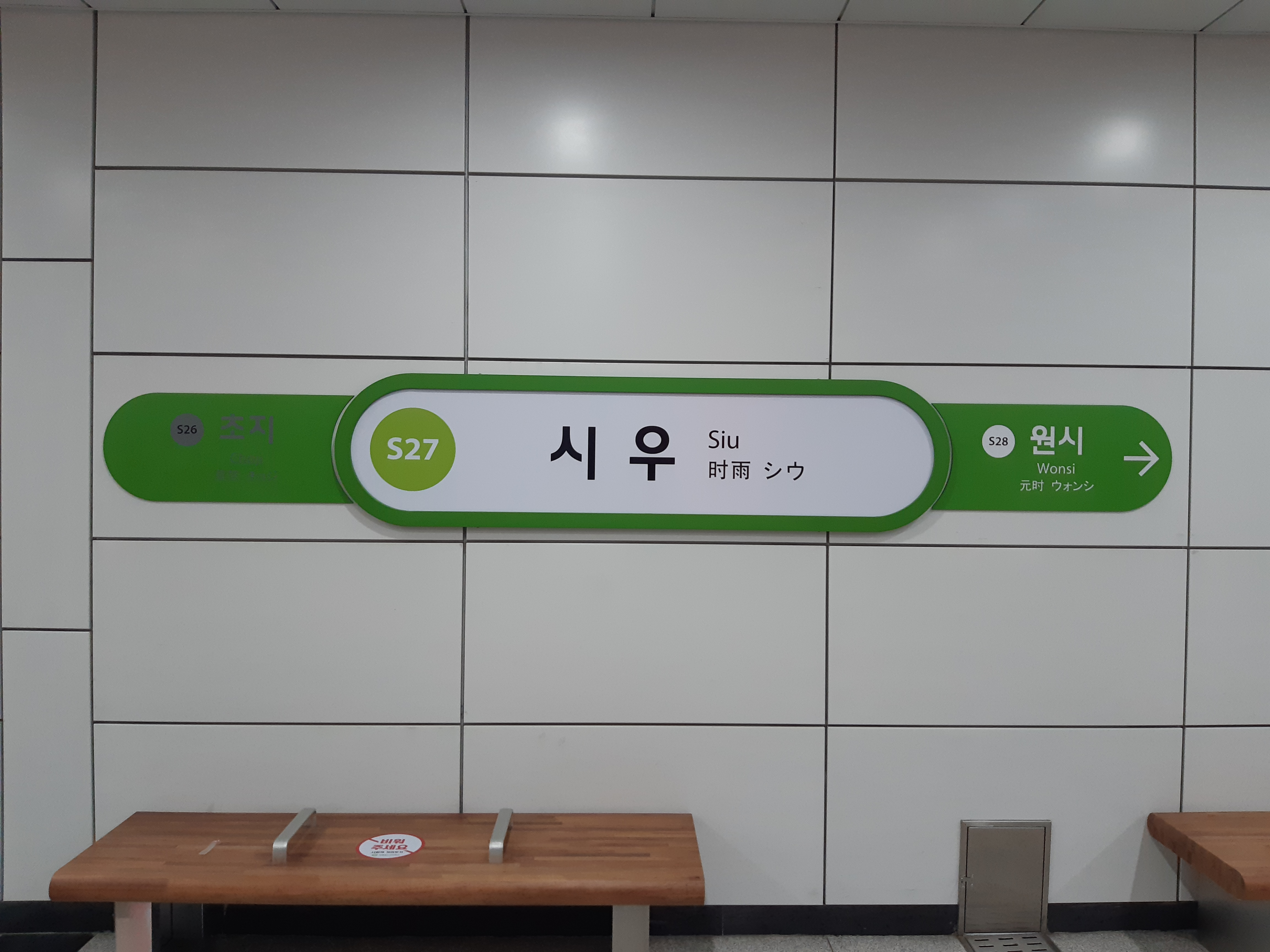
En 2021
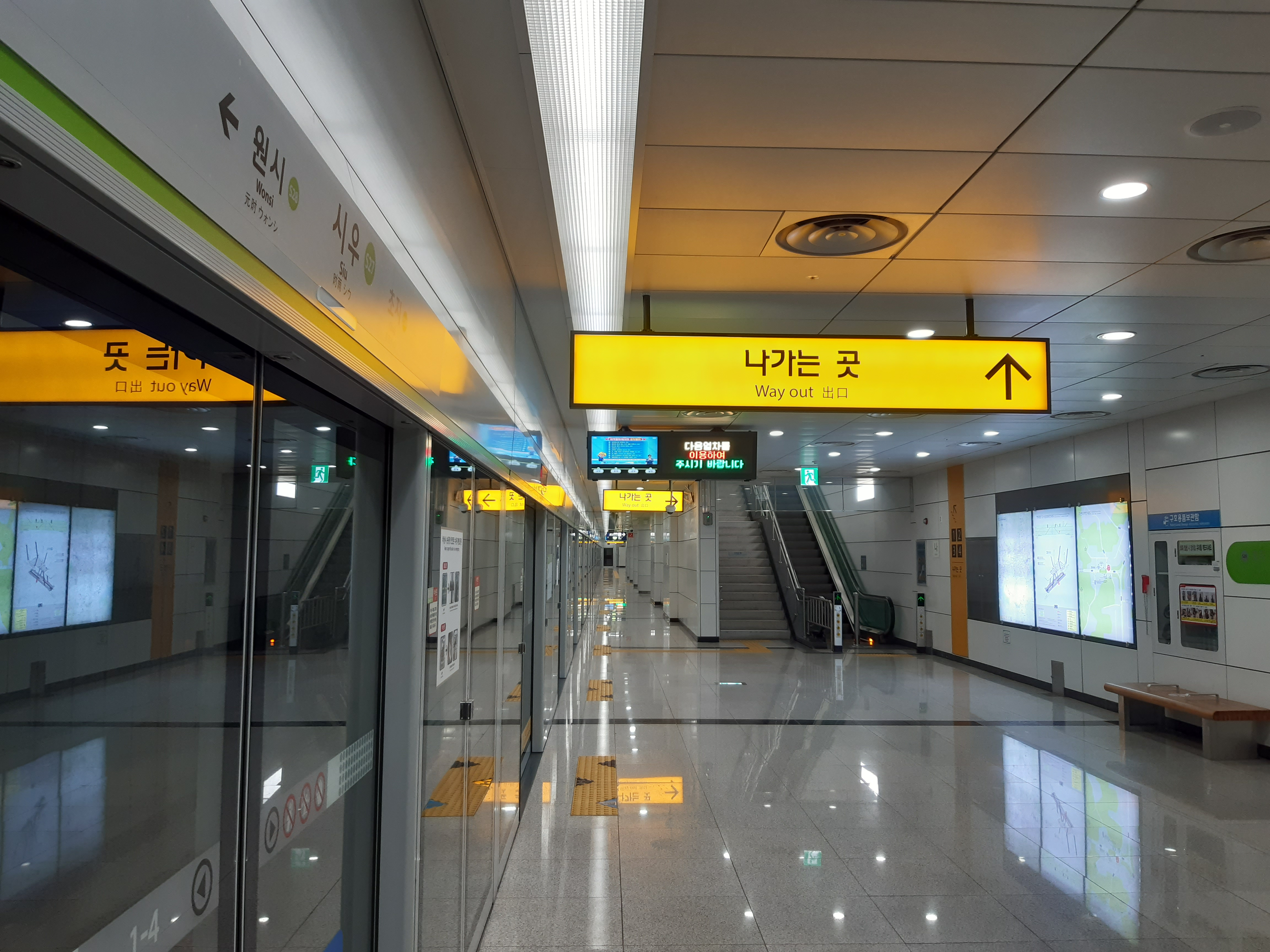
En 2021.

### Intermodalité
Des arrêts de bus sont situés à proximité.